# 漾濞牛奶菜
漾濞牛奶菜（学名：Marsdenia yaungpienensis）为夹竹桃科牛奶菜属的植物。分布于中国大陆的云南等地，一般生于山地林中，目前尚未由人工引种栽培。